# Albion (kommun i Orleans County, New York)
För en village med samma namn inom staden se Albion, New York. För en stad i Oswego County, Albion (stad i Oswego County, New York)
Albion är en kommun (town) i Orleans County, New York. Den omfattar större delen av countyts centralort Albion samt områden söder, öster och väster om denna ort. 

Albion i delstaten New York.

Staden grundades 1875 genom en delning av staden Barre och namngavs efter orten Albion, countyts huvudort. I den norra delen av staden återfinns Eriekanalen. Landskapet består till stora delar av bördiga lerjordar. 
Staden gränsar i norr emot Gaines, i öster gränsar den emot Murry och Clarendon. I söder gränsar den mot Barre och i väster mot Ridgeway och Shelby.

## Politik
Albion styrs av ett valt råd om fem medlemmar, varav en valts till Supervisor.